# 森口淳三

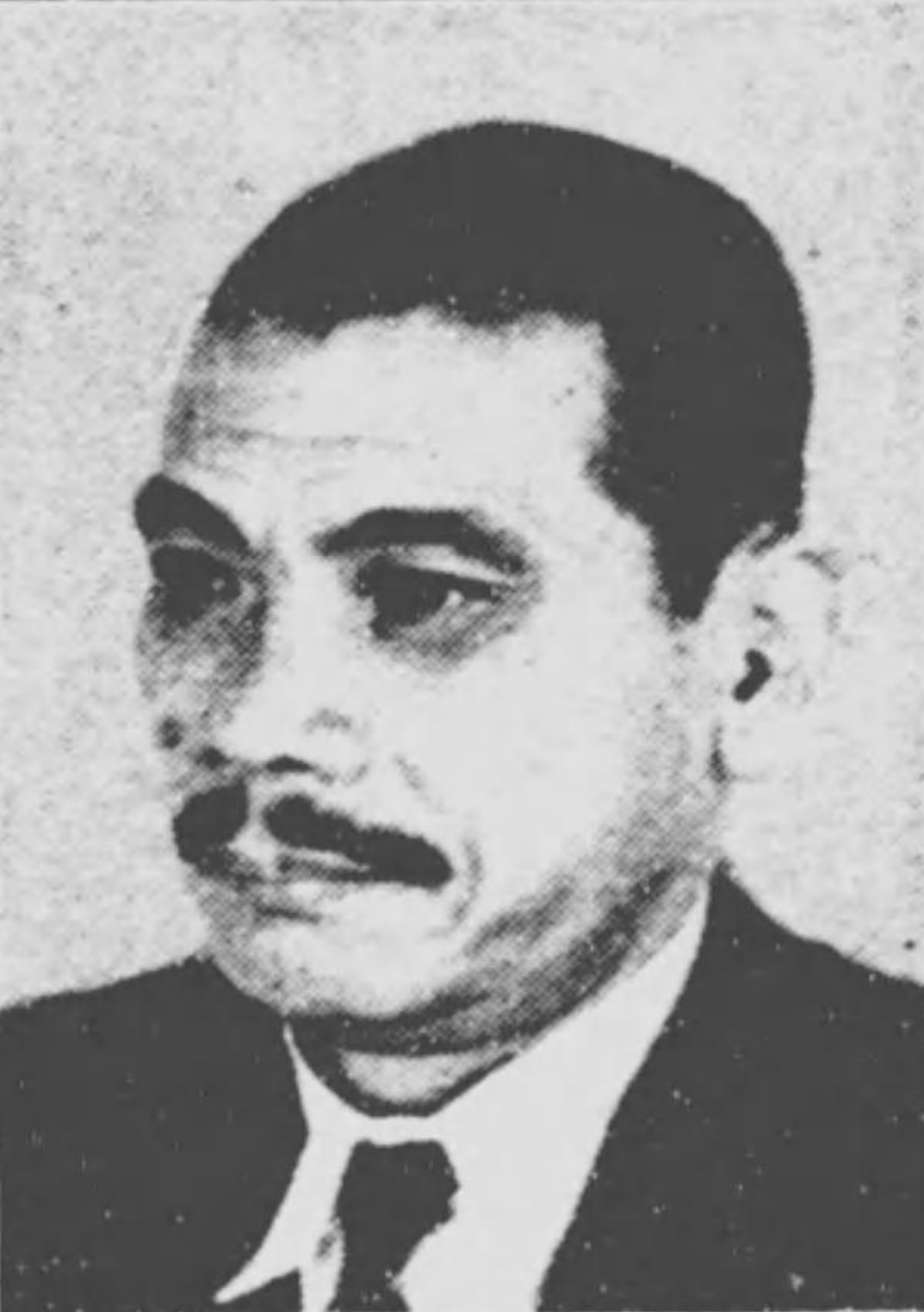
森口淳三

森口 淳三（もりぐち じゅんぞう、1897年（明治30年）10月17日 - 1975年（昭和50年）3月10日）は、昭和時代の政治家。衆議院議員。静岡県引佐郡気賀町長。大日本帝国陸軍軍人。最終階級は陸軍歩兵中尉。

## 経歴
静岡県引佐郡気賀町（細江町を経て現浜松市浜名区）に生まれる。1917年（大正6年）浜松商業学校卒業。
陸軍歩兵中尉として支那事変に従軍した。気賀町長、静岡県会議員、同副議長を歴任。ほか、在郷軍人会郡連合分会長などを務めた。
1942年（昭和17年）4月の第21回衆議院議員総選挙では静岡県第3区から翼賛政治体制協議会の推薦を受け出馬し当選。衆議院議員を1期務めた。議員在任中は、翼賛会政調幹事、内閣、農林兼務委員を歴任した。
戦後、公職追放となった。